# Demografia de Grècia
Segons el cens del 2013, la població de Grècia és de 10.815.197 habitants.
| Nom en grec     | Nom en català    | Perifèria                   | Unitat Perifèrica    | Població (cens del 2001) | Població (cens del 2011) |
| --------------- | ---------------- | --------------------------- | -------------------- | ------------------------ | ------------------------ |
| Αθήνα           | Atenes           | Àtica                       | Atenes Central       | 745.514                  | 664.046                  |
| Θεσσαλονίκη     | Tessalònica      | Macedònia Central           | Tessalònica          | 363.987                  | 315.196                  |
| Πειραιάς        | El Pireu         | Àtica                       | El Pireu             | 175.697                  | 163.388                  |
| Πάτρα           | Patres           | Grècia Occidental           | Acaia                | 163.446                  | 168.034                  |
| Περιστέρι       | Peristeri        | Àtica                       | Atenes Occidental    | 137.918                  | 139.981                  |
| Ηράκλειο        | Càndia           | Creta                       | Iràklio              | 137.711                  | 140.730                  |
| Λάρισα          | Làrissa          | Tessàlia                    | Làrissa              | 126.076                  | 144.651                  |
| Καλλιθέα        | Kal·lithea       | Àtica                       | Atenes Meridional    | 109.609                  | 100.641                  |
| Νίκαια          | Níkea            | Àtica                       | El Pireu             | 93.086                   | 99.346                   |
| Καλαμαριά       | Kalamarià        | Macedònia Central           | Tessalònica          | 87.255                   | 91.279                   |
| Βόλος           | Volos            | Tessàlia                    | Magnèsia             | 82.439                   | 86.046                   |
| Ίλιον           | Ílion            | Àtica                       | Atenes Occidental    | 80.859                   | 84.793                   |
| Γλυφάδα         | Glifada          | Àtica                       | Atenes Meridional    | 80.409                   | 87.305                   |
| Ζωγράφος        | Zografos         | Àtica                       | Atenes Central       | 76.115                   | 71.026                   |
| Κερατσίνι       | Keratsini        | Àtica                       | El Pireu             | 76.102                   | 77.077                   |
| Ηλιούπολη       | Heliòpolis       | Àtica                       | Atenes Central       | 75.904                   | 78.153                   |
| Αχαρνές         | Akharnés         | Àtica                       | Àtica Oriental       | 75.329                   | 99.346                   |
| Αιγάλεω         | Egaleu           | Àtica                       | Atenes Occidental    | 74.046                   | 69.946                   |
| Νέα Σμύρνη      | Nea Smirni       | Àtica                       | Atenes Meridional    | 73.986                   | 73.076                   |
| Χαλάνδρι        | Calàndria        | Àtica                       | Atenes Septentrional | 71.684                   | 74.192                   |
| Ιωάννινα        | Ioànnina         | Epir                        | Ioànnina             | 70.203                   | 65.574                   |
| Αμαρούσι        | Amarussi         | Àtica                       | Atenes Septentrional | 69.470                   | 72.333                   |
| Κορυδαλλός      | Koridalós        | Àtica                       | Atenes Central       | 67.456                   | 63.445                   |
| Νέα Ιωνία       | Nea Ionia        | Àtica                       | Atenes Septentrional | 66.017                   | 67.134                   |
| Άγιος Δημήτριος | Àguios Dimítrios | Àtica                       | Atenes Meridional    | 65.173                   | 71.294                   |
| Παλαιό Φάληρο   | Fàlero           | Àtica                       | Atenes Meridional    | 64.759                   | 64.021                   |
| Καβάλα          | Kavala           | Macedònia Oriental i Tràcia | Kavala               | 63.293                   | 54.027                   |
| Βύρωνας         | Víronas          | Àtica                       | Atenes Central       | 61.102                   | 61.308                   |
| Λαμία           | Làmia            | Grècia Central              | Ftiòtida             | 58.601                   | 52.006                   |
| Γαλάτσι         | Galatsi          | Àtica                       | Atenes Central       | 58.042                   | 59.345                   |
| Καλαμάτα        | Calamata         | Peloponès                   | Messènia             | 57.620                   | 54.100                   |
| Αγία Παρασκευή  | Aguia Paraskeví  | Àtica                       | Atenes Septentrional | 56.836                   | 59.704                   |
| Κατερίνη        | Katerini         | Macedònia Central           | Pieria               | 56.434                   | 55.997                   |
| Σέρρες          | Serres           | Macedònia Central           | Serres               | 56.145,000               | 58.287,000               |
| Δράμα           | Drama            | Macedònia Oriental i Tràcia | Drama                | 55.632,000               | 44.823                   |
| Αγρίνιο         | Agrínion         | Grècia Occidental           | Etòlia-Acarnània     | 54.253                   | 46.899                   |
| Ρόδος           | Rodes            | Egeu Meridional             | Illa de Rodes        | 53.709                   | 49.541                   |
| Χαλκίδα         | Calcis           | Grècia Central              | Eubea                | 53.584                   | 59.125                   |
| Χανιά           | Khanià           | Creta                       | Khanià               | 53.373                   | 53.910                   |
| Αλεξανδρούπολη  | Alexandrúpoli    | Macedònia Oriental i Tràcia | Hebros               | 52.720                   | 57.812                   |
| Κομοτηνή        | Komotini         | Macedònia Oriental i Tràcia | Ròdope               | 52.659                   | 50.990                   |
| Εύοσμος         | Évosmo           | Macedònia Central           | Tessalònica          | 52.624                   | 74.686                   |
| Ξάνθη           | Xanthi           | Macedònia Oriental i Tràcia | Xanthi               | 52.270                   | 56.122                   |
| Τρίκαλα         | Trícala          | Tessàlia                    | Trícala              | 51.862                   | 61.653                   |
| Πετρούπολη      | Petròpolis       | Àtica                       | Atenes Occidental    | 48.327                   | 58.979                   |

## Ciutadans estrangers a Grècia
|                           | 2011      |
| ------------------------- | --------- |
| Grècia                    | 9.903.268 |
| Total d'estrangers        | 911.929   |
| Albània                   | 480.824   |
| Bulgària                  | 75.915    |
| Romania                   | 46.523    |
| Pakistan                  | 34.177    |
| Geòrgia                   | 27.400    |
| Ucraïna                   | 17.006    |
| Regne Unit                | 15.386    |
| Xipre                     | 14.446    |
| Polònia                   | 14.145    |
| Rússia                    | 13.807    |
| Índia                     | 11.333    |
| Bangladesh                | 11.076    |
| Alemanya                  | 10.778    |
| Egipte                    | 10.455    |
| Moldàvia                  | 10.391    |
| Filipines                 | 9.804     |
| Altres països i apàtrides | 108.436   |

## Llengües
La llengua més comuna a qualsevol àmbit oficial, educatiu o públic del país és el grec modern en la seva variant demòtica, tot i que és possible trobar àmbits en què s'usa la variant katharévussa. D'altres llengües parlades a Grècia per poblacions originàries són l'albanès a la zona fronterera amb Albània, l'idioma arvanita (un dialecte de l'albanès) a moltes bosses demogràfiques per tot Grècia, l'idioma eslavomacedònic (anomenat simplement macedònic a Macedònia del Nord) a la província de Macedònia, el turc a Tràcia, l'idioma pomac (un dialecte del búlgar) a Tràcia, l'aromanès (un dialecte del romanès) al nord del país, el meglenoromanès en algunes comunitats al nord de Tessalònica, el romaní en poblacions gitanes disperses per tot el país i un dialecte del grec, el tsakoni, considerat per alguns com una llengua grega diferent provinent de l'antic dialecte dori o arcadi, al Peloponès.
Només el turc, inclòs com a llengua de la comunitat musulmana de Tràcia (encara que no sigui llengua materna dels pomacs i gitanos musulmans), gaudeix d'acceptació oficial segons el Tractat de Lausana (art. 45); les altres llengües no tenen reconeixement oficial. El grec modern és l'oficial de la república hel·lènica i té un total de 20 milions de parlants a nivell mundial. Cal destacar la seva continuïtat ininterrompuda des dels inicis de la prehistòria amb l'escriptura Lineal A vinculada a la civilització minoica, a la més recognoscible escriptura Lineal B, i als dialectes de l'antiga Grècia, dels quals l'àtic és el més semblant al grec modern.

## Religió
La Constitució grega garanteix la llibertat absoluta de religió. També diu que totes les persones que viuen en territori grec gaudiran d'una protecció completa de llurs creences religioses. Segons la Constitució, la «religió prevalent» és l'Església Ortodoxa Grega amb seu a la capital, Atenes. Els musulmans grecs suposen l'1,3% de la població i es concentren sobretot a Tràcia. També hi ha alguns protestants evangèlics i catòlics, a les Cíclades; i jueus, sobretot a Tessalònica. Hi ha també alguns grups de neo-hel·lenistes.